# Mario Chaldú
Mario Norberto Chaldú (6 de junio de 1942-1 de abril de 2020) fue un futbolista argentino que de desempeñaba como wing derecho. Jugó para la selección Argentina y en los clubes Banfield, San Lorenzo, Racing Club y Kimberley.

## Clubes
Apodado loco por sus bromas pesadas o motoneta por su velocidad, supo pasar por varios clubes del fútbol argentino convirtiendo goles en todos ellos. Formó parte del plantel campeón de la Primera B de 1962, cuando Banfield logró su tercer ascenso a la máxima categoría del fútbol argentino.
| Club        | País      | Año        | Juego(goles) |
| ----------- | --------- | ---------- | ------------ |
| Banfield    | Argentina | Inferiores | 128(23)      |
| Banfield    | Argentina | 1961-1965  | 119(21)      |
| San Lorenzo | Argentina | 1966       | 19 (3)       |
| Racing Club | Argentina | 1968-1969  | 10 (2)       |
| Banfield    | Argentina | 1970       |              |
| Kimberley   | Argentina | 1971       | 9 (2)        |

## Selección nacional
Chaldú, destacado por su gran velocidad, integró el seleccionado argentino ganador de la Copa de Las Naciones, organizada por Brasil en 1964, y el que participó en el Mundial de Inglaterra de 1966 pese a no participar de los partidos.

### Participaciones Internacionales
| Torneo                         | Sede       | Resultado        |
| ------------------------------ | ---------- | ---------------- |
| Copa de las Naciones           | Brasil     | Campeón          |
| Copa Mundial de Fútbol de 1966 | Inglaterra | Cuartos de final |

### Partidos disputados con la selección argentina[2]
| Fecha                    | Sede               | Competencia          | Equipo    | resultado | Rival      |
| ------------------------ | ------------------ | -------------------- | --------- | --------- | ---------- |
| 6 de junio de 1964       | Maracaná           | Copa de las Naciones | Argentina | 1:0       | Inglaterra |
| 24 de septiembre de 1964 | Estadio Monumental | Copa Carlos Dittborn | Argentina | 5:0       | Chile      |
| 14 de octubre de 1964    | Estadio Nacional   | Copa Carlos Dittborn | Argentina | 1:1       | Chile      |
| 9 de junio de 1965       | Maracaná           | Amistoso             | Argentina | 0:0       | Brasil     |
| 22 de junio de 1966      | Estadio Olímpico   | Amistoso             | Argentina | 0:3       | Italia     |

## Palmarés
| Torneo                          | equipo              | Año  |
| ------------------------------- | ------------------- | ---- |
| Primera B 1962                  | Banfield            | 1962 |
| Copa de las Naciones            | Selección Argentina | 1964 |
| Copa Carlos Dittborn (amistosa) | Selección Argentina | 1964 |

## Fallecimiento
Falleció el 1 de abril de 2020 a los setenta y siete años, en la clínica Monte Grande donde estaba siendo tratado de un linfoma.Ponsico, José Luis (2 de abril de 2020). «Murió Mario Chaldú: un «wing» de los de antes, rápido y furioso». Libre expresión. Consultado el 27 de julio de 2020.